# Idol (BTS-Lied)
Idol ist ein Lied der südkoreanischen Boygroup BTS, das am 24. August 2018 weltweit auf digitaler Ebene als Musikdownload und im Musikstream bei Big Hit Entertainment veröffentlicht wurde.
Am Folgetag wurde eine internationale Version des Liedes auf dem Markt gebracht, welche eine musikalische Zusammenarbeit mit der US-amerikanischen Sängerin Nicki Minaj darstellt. In Japan erschien das Lied bereits am 3. Juli.
Das Lied, welches als Hauptsingle für die 2018 veröffentlichte Kompilation Love Yourself: Answer dient, avancierte zu einem internationalen Erfolg und konnte Chartnotierungen auf internationaler Ebene erreichen und wurde in mehreren Ländern mit einer Goldenen bzw. Platin-Schallplatte bedacht. Gemäß den Auszeichnungen für Musikverkäufe konnte das Lied etwas mehr als 3,7 Millionen Mal verkauft werden und wurde mindestens 200 Millionen Mal gestreamt. Außerdem erhielt die Gruppe für das Lied mehrere Nominierungen und Auszeichnungen bei diversen Musikpreisen, darunter bei den People’s Choice Awards, den Mnet Asian Music Awards, den Gaon Chart Music Awards oder den Korean Music Awards.
Mehrere nationale und internationale (Online)-Plattformen, Zeitungen und Radiosender nahmen das Lied in ihren Jahresbestenlisten auf.

## Hintergrund und Veröffentlichung
Am Tag vor der Herausgabe der Single wurde ein Werbetrailer veröffentlicht, in dessen Folge Gerüchte über eine musikalische Zusammenarbeit zwischen der koreanischen Boygroup mit der US-amerikanischen Sängerin Nicki Minaj laut wurden, nachdem der Musik-Identifikationsdienst Shazam dies als Ergebnis der Identifikation des Liedes im Trailer identifizierte. Zwei Stunden vor Veröffentlichung der Kompilation Love Yourself: Answer gab Big Hit Entertainment offiziell bekannt, dass die alternative Version des Liedes mit Nicki Minaj als Bonuslied auf der digitalen Albumversion zu finden sein werde.
Wenige Tage nach Veröffentlichung der Single rief BTS-Musiker J-Hope zu der so genannten „Idol“-Challenge auf, bei der man die Choreografie zum Refrain des Liedes nachtanzt, diese auf Video aufnimmt und dieses später im Internet veröffentlicht. Mehrere Prominente, darunter B.A.P-Mitglied Zelo und Stephen Boss von der Ellen DeGeneres Show schlossen sich dieser Internetchallenge an.

## Komposition
Bei Idol handelt es sich um ein K-Pop-Lied mit Einflüssen anderer Musikrichtungen wie EDM, Trap und dem traditionellen Samulnori. Tamar Herman beschrieb das Lied im US-amerikanischen Billboard-Magazin als ein von der traditionellen Musik inspiriertes Stück, in welches verschiedene traditionelle Musikinstrumente Südkoreas zum Einsatz kommen. Medienberichten zufolge wurden das Lied und das dazugehörige Musikvideo vom Pansori und dem 1997 erschienenen Film Face/Off von John Woo beeinflusst. In einer Besprechung auf Yonhap heißt es, das Lied sei ein EDM-Stück im Stil der afrikanischen Dance-Musik. Die afrikanisch anmutenden Beats werden durch traditionelle koreanische Instrumente unterstützt. Der Einsatz einer Janggu erinnere dabei an die traditionelle Musik koreanischer Bauern.
Laut Riddhi Chakraborti vom indischen Ableger des Rolling Stone ist das Lied vom Gqom, einer House-Spielart, die in Durban, Südafrika verwurzelt ist. Dem Artikel zufolge kombiniere diese Spielweise ein kraftvolles, traditionelles Schlagzeugspiel mit Bass und House-typischen Synths in einer ausgewogenen Balance. Das Lied selbst kombiniere koreanische Instrumente wie Gungsul mit afrikanischen Rhythmen, Trap-Rap und Electronica um den kulturell reichen, diversen, globalen Sound zu erweitern.
Idol wurde in A-Dur geschrieben und weist ein Tempo von 126 BPM auf. Es kombiniere westliche mit koreanischer Popmusik, Weltmusik und Contemporary R&B miteinander. Laut Ali Tamposi, einer der Liedschreiber des Stückes, wollte der Vorstand von Big Hit Entertainment, dass das Lied ein intensives Gefühl hinterlasse.
Im Jahr 2020 wurde der Liedtext im Rahmen der Ausstellung Korean Pop Lyrics: Melodies of Life im National Hangeul Museum in Seoul ausgestellt. Geschrieben wurde das Lied von Bang-si Hyuk, Tamposi, Roman Campolo, RM, Jung Kook und J-Hope. Produziert wurde das Lied von Pdogg und Supreme Boi in den Dogg Bounce Studios und The Rock Pitt. Die digitale Bearbeitung wurde von ADORA und Hiss Noise übernommen. Für das Mixing zeigte sich James F. Reynolds verantwortlich.

## Musikvideo
Das offizielle Musikvideo wurde in einem Teaser zwei Tage vor der Veröffentlichung am 24. August 2018 vorgestellt. In den ersten 24 Stunden nach der Veröffentlichung auf YouTube erreichte das Video 45,9 Millionen Aufrufe und konnte damit den Bestwert von Taylor Swift, die 2017 mit ihrem Video zum Lied Look What You Made Me Do auf 43,2 Millionen Videoaufrufen innerhalb des ersten Tages kam, übertreffen. Gleichzeitig avancierte das Video zum meistgesehenen K-Pop-Musikvideo innerhalb eines Tages. Diesen Titel hielt bis dahin das Video zum Lied Ddu-Du Ddu-Du der Girlgroup Blackpink mit 32,6 Millionen Abrufen innerhalb eines Tages.
Am 29. August 2018 erreichte das Video den Meilenstein von 100 Millionen Aufrufen auf YouTube und wurde zwischenzeitlich zu dem Musikvideo in der Geschichte der Plattform dem das am schnellsten gelang, ehe es von Thank U, Next von Ariana Grande im Dezember gleichen Jahres abgelöst wurde. Im September des Jahres 2022 erreichte das Video eine Milliarde Aufrufe auf YouTube und wurde somit das sechste Musikvideo der Gruppe, die diese Schallmauer durchbrechen konnte.
Ein fast identisches Musikvideo zu der alternativen Version mit Nicki Minaj wurde am 6. September 2018 veröffentlicht und zeigt zusätzliche Szenen, zum Beispiel Minaj beim Rappen ihrer Textpassagen mit den Liedtexten in koreanischer Sprache im Hintergrund. Dieses Musikvideo endet damit, dass man mehrere Fans der Gruppe die Choreographie der Gruppe nachtanzen sieht. Diese Aufnahmen entstanden im Zuge der so genannten „Idol“-Challenge.

## Kritik
Raisa Bruner vom Time-Magazin beschrieb Idol als „Club-Lied mit schweren Beats, welche energisch pulsieren und gegen Ende sogar Saxophon-Melodien“ aufweise. Die musikalische Zusammenarbeit mit Nicki Minaj deutete Bruner als den Beginn der bevorstehenden Ankunft der Gruppe auf der US-amerikanischen Musiklandschaft.

## Promotion
BTS bewarben das Lied in Südkorea in verschiedenen Fernsehformaten wie M Countdown, Music Bank, Show! Music Core und Inkigayo, womit die Gruppe mehrere Gewinne in diesen Formaten erreichen konnte. Auch auf diesen Musikveranstaltungen und Preisverleihungen spielte die Gruppe das Lied, wie etwa bei den Melon Music Awards, dem SBS Gayo Daejeon, den MBS X Genie Music Awards, dem MBC Gayo Daejon oder den Seoul Music Awards.
Auf internationaler Bühne präsentierte die Gruppe das Lied während des Halbfinales der dreizehnten Staffel von America’s Got Talent, das am 12. September 2018 im Fernsehen gezeigt wurde. Es folgten Auftritte in der Tonight Show mit Jimmy Fallon sowie bei Good Morning America, wo BTS Idol live spielten. Als die Boygroup im Rahmen ihrer Love Yourself World Tour Halt in Europa machte, trat diese in der Graham Norton Show auf.
Im Jahr 2019 gab der Spielzeughersteller Mattel eine Zusammenarbeit mit der Gruppe bekannt, in dessen Zuge eine Puppenkollektion produziert werden sollte, welche die Kleidung aus dem Musikvideo zu Idol tragen. Die Kollektion wurde im September offiziell zum Verkauf angeboten.

## Kommerzieller Erfolg

### Charts und Chartplatzierungen
Innerhalb der ersten Verkaufswoche konnte das Lied 24.000 Mal auf digitaler Ebene als Musikdownload verkauft und mehr als 24 Millionen Mal gestreamt werden, womit das Lied auf Platz elf in den Billboard Hot 100 einsteigen konnte.
Das Lied konnte sich darüber hinaus in diversen Singlecharts in Asien und Europa positionieren. In Südkorea erreichte das Lied Platz eins der Singlecharts. Gleiches gelang auch Singapur und Malaysia. Weitere Platzierungen erreichte Idol in der Slowakei, in Ungarn, in der DACH-Region und im Vereinigten Königreich. In den Jahren 2018 bis 2020 war das Lied in den Jahrescharts in Südkorea vertreten.
| ChartsChartplatzierungen     | Höchstplatzierung | Wochen |
| ---------------------------- | ----------------- | ------ |
| Südkorea (KMCA)              | 1 (70 Wo.)        | 70     |
| Vereinigtes Königreich (OCC) | 21 (3 Wo.)        | 3      |

| ChartsJahrescharts (2018) | Platzierung |
| ------------------------- | ----------- |
| Südkorea (KMCA)           | 70          |

| ChartsJahrescharts (2019) | Platzierung |
| ------------------------- | ----------- |
| Südkorea (KMCA)           | 49          |

| ChartsJahrescharts (2020) | Platzierung |
| ------------------------- | ----------- |
| Südkorea (KMCA)           | 161         |

| ChartsChartplatzierungen       | Höchstplatzierung | Wochen |
| ------------------------------ | ----------------- | ------ |
| Deutschland (GfK)              | 43 (1 Wo.)        | 1      |
| Österreich (Ö3)                | 26 (1 Wo.)        | 1      |
| Schweiz (IFPI)                 | 45 (1 Wo.)        | 1      |
| Südkorea (KMCA)                | 86 (1 Wo.)        | 1      |
| Vereinigte Staaten (Billboard) | 11 (3 Wo.)        | 3      |

### Auszeichnungen für Musikverkäufe
| Land/Region                  | Auszeichnungen für Musikverkäufe (Land/Region, Auszeichnung, Verkäufe) | Verkäufe                |
| ---------------------------- | ---------------------------------------------------------------------- | ----------------------- |
| Australien (ARIA)            | Gold                                                                   | 35.000                  |
| Südkorea (KMCA)              | Platin                                                                 | 2.500.000               |
| Vereinigtes Königreich (BPI) | Silber                                                                 | 200.000                 |
| Vereinigte Staaten (RIAA)    | Platin                                                                 | 1.000.000               |
| Südkorea (KMCA) a            | Platin                                                                 | 100.000.000             |
| Japan (RIAJ) a               | Platin                                                                 | 100.000.000             |
| Insgesamt                    | 1× Silber · 1× Gold · 4× Platin ·                                      | 3.735.000 200.000.000 a |

## Auszeichnungen und Nominierungen

### Musikpreise
| Jahr | Auszeichnung                  | Kategorie                                    | Resultat  | Quellen       |
| ---- | ----------------------------- | -------------------------------------------- | --------- | ------------- |
| 2018 | People’s Choice Awards        | Lied des Jahres                              | Gewonnen  | [ 52 ]        |
| 2018 | People’s Choice Awards        | Musikvideo des Jahres                        | Gewonnen  | [ 52 ]        |
| 2018 | Mnet Asian Music Awards       | Bestes Musikvideo auf TikTok                 | Gewonnen  | [ 53 ] [ 54 ] |
| 2018 | Mnet Asian Music Awards       | Lieblings-Musikvideo                         | Gewonnen  | [ 53 ] [ 54 ] |
| 2018 | Korea Popular Music Awards    | Bestes Lied (Digital)                        | Nominiert | [ 55 ]        |
| 2018 | MBC Plus X Genie Music Awards | Bestes Dance-Lied eines männlichen Künstlers | Gewonnen  | [ 56 ] [ 57 ] |
| 2018 | MBC Plus X Genie Music Awards | Lied des Jahres                              | Nominiert | [ 56 ] [ 57 ] |
| 2018 | MBC Plus X Genie Music Awards | Bestes Musikvideo                            | Gewonnen  | [ 56 ] [ 57 ] |
| 2019 | Gaon Chart Music Awards       | Lied des Jahres – August                     | Nominiert | [ 58 ]        |
| 2019 | Korean Music Awards           | Lied des Jahres                              | Nominiert | [ 59 ]        |
| 2019 | Korean Music Awards           | Bestes Poplied                               | Nominiert | [ 59 ]        |

### Jahresbestenlisten
| Jahr | Publikation               | Liste                                               | Platzierung | Quellen |
| ---- | ------------------------- | --------------------------------------------------- | ----------- | ------- |
| 2018 | Elite Daily               | The 12 Best New Songs of 2018                       | 7. Platz    | [ 60 ]  |
| 2018 | Entertainment Tonight     | Bestes Musikvideo des Jahres 2018                   | unplatziert | [ 61 ]  |
| 2018 | Gallup Korea              | Die besten Lieder des Jahres 2018                   | 2. Platz    | [ 62 ]  |
| 2018 | Philippine Daily Inquirer | Most Covered K-Pop Songs of 2018                    | 2. Platz    | [ 63 ]  |
| 2018 | SBS PopAsia               | Top 100 Asian Pop Songs of 2018                     | 1. Platz    | [ 64 ]  |
| 2018 | YouTube Rewind            | Top 10 Most Popular Music Videos In Korea From 2018 | 9. Platz    | [ 65 ]  |